# 29249 Hiraizumi
29249 Hiraizumi este un asteroid din centura principală de asteroizi.

## Descriere
29249 Hiraizumi este un asteroid din centura principală de asteroizi. A fost descoperit pe 26 septembrie 1992 la Geisei de Tsutomu Seki. Asteroidul prezintă o orbită caracterizată de o semiaxă mare de 2,78 ua, o excentricitate de 0,08 și o înclinație de 0,7° în raport cu ecliptica.